# 祖國，你的群星
祖國，你的群星（德語：Heimat, deine Sterne）是一首由德國音樂家埃里克·可瑙夫（Erich Knauf）和維爾納·博赫曼（Werner Bochmann）於1941年為喜劇電影《飛行員夸克斯》 (Quax, der Bruchpilot）創作的歌曲。

## 外部連結
- Heimat deine Sterne （页面存档备份，存于）